# 비마나

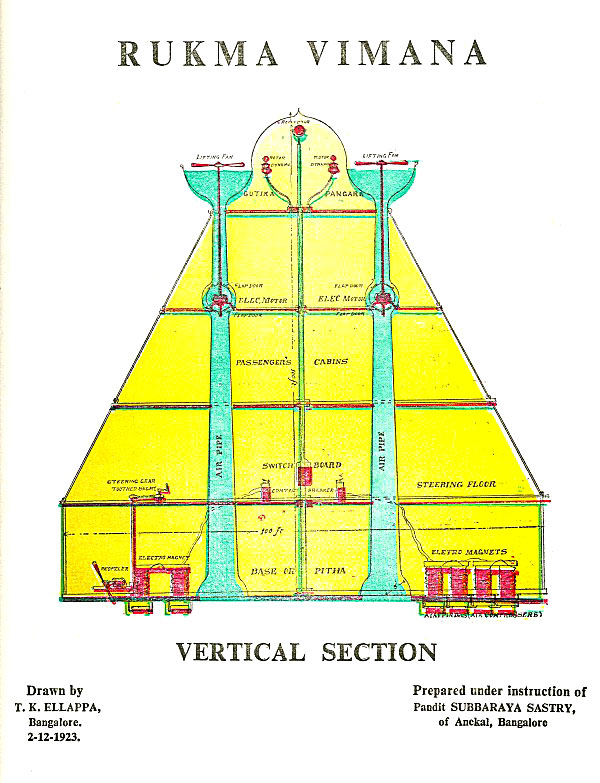
비마나 재현도

비마나(산스크리트어: विमान)는 힌두교 푸라나와 인도 서사시에서 등장하는 비행 전차이다. 대표적인 비마나로는 본래 쿠베라의 소유였으나 라바나가 훔쳐간 푸슈파카가 있다.

## 어원과 정의

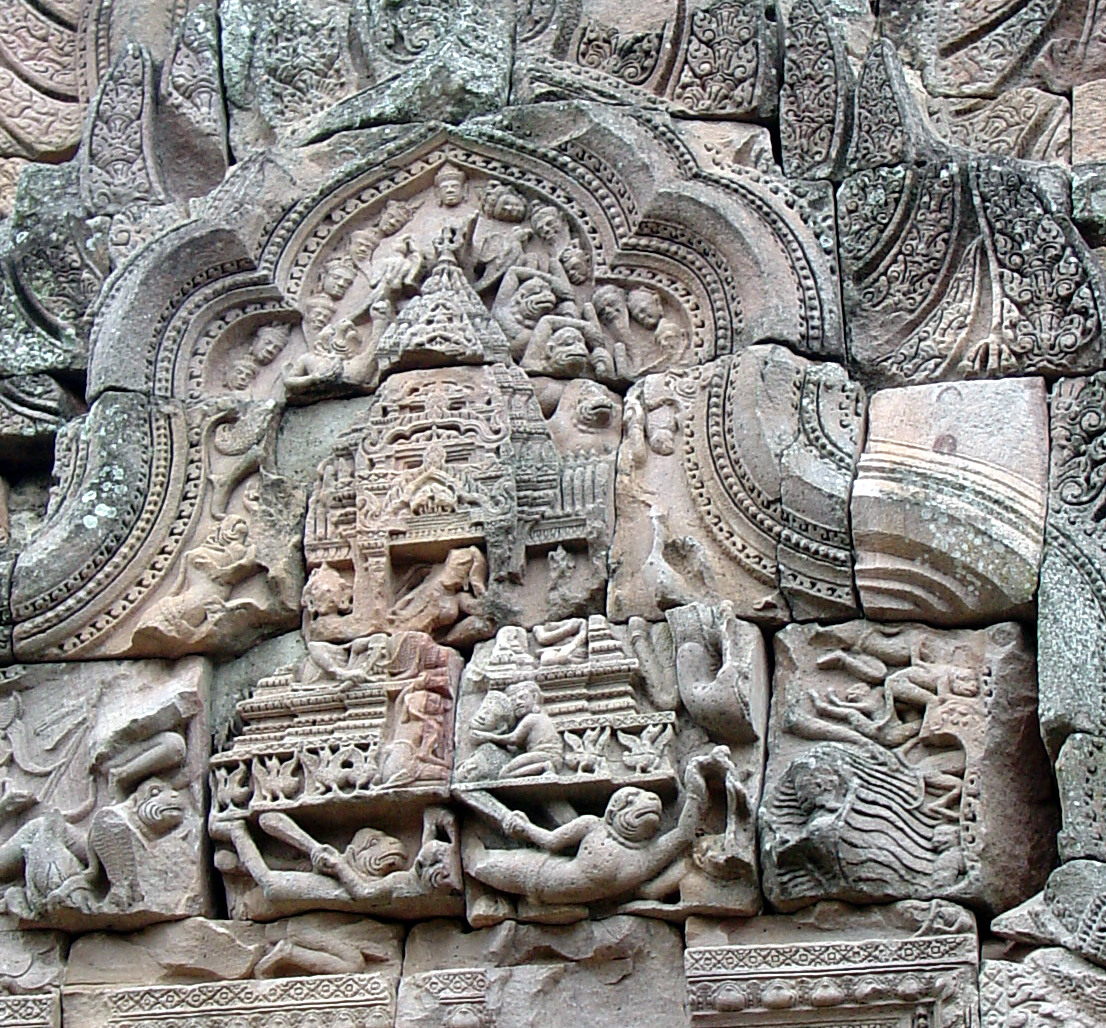
푸슈파카 비마나 조각상

비마나는 산스크리트어로 "측정, 횡단"을 의미하며, 여러 인도학자들은 일반적으로 비마나를 "신들의 비행 전차"로 정의하며, 이 중에서도 쿠베라의 푸슈파카와 같은 고위 신들의 비마나는 집이나 궁전 등의 여러 층으로 구성되어 있는 공중요새 형태의 비행 전차로 규정하고 있다. 타밀어, 말라얄람어, 텔루구어, 힌디어와 같은 일부 인도어에서 비마나 또는 비마남은 "항공기"를 의미한다. 예를 들어 비마나푸라(방갈로르 교외) 및 푸네의 마을 비만나가르가 있다. 다른 맥락에서 비마나는 힌두교 사원의 건축 양식을 의미한다.

## 베다

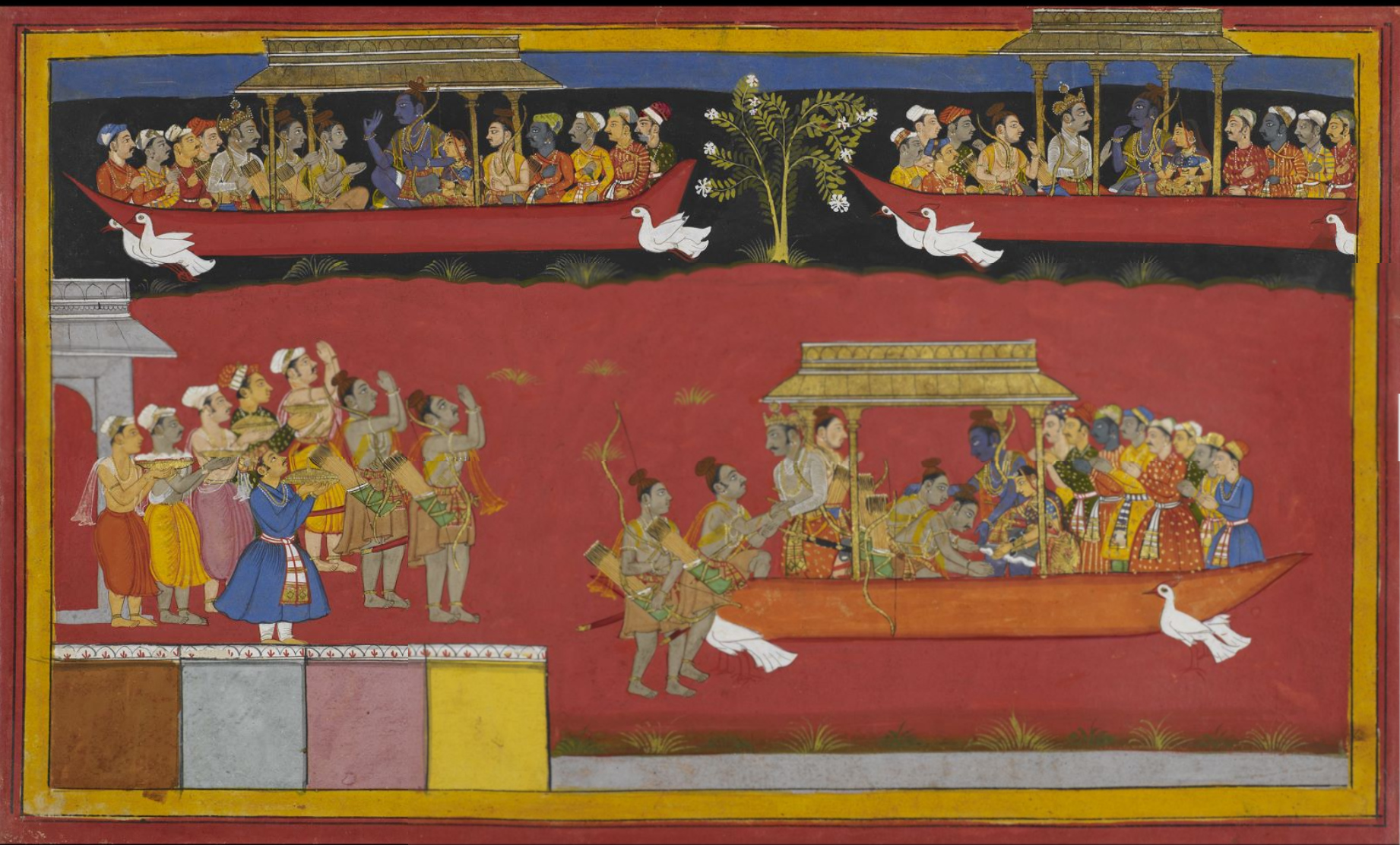
비마나를 묘사한 그림

비마나의 전신은 베다에서 묘사된 인도 신화의 여러 신들이 사용하는 공륙양용 전차이다. 사비트리, 수리야, 인드라 등의 베다 신들은 동물, 보통 말이 끄는 바퀴 달린 전차로 하늘과 땅을 오가는 경우가 많았으며, 리그베다에서는 비마나 자체에 대해서는 언급하지 않았지만 리그베다 1.164.47-48 절은 "비마나"의 원전에 대한 증거로 사용되었다.
47. kṛṣṇáṃ niyânaṃ hárayaḥ suparṇâ / apó vásānā dívam út patanti
tá âvavṛtran sádanād ṛtásyâd / íd ghṛténa pṛthivî vy ùdyate
48. dvâdaśa pradháyaś cakrám ékaṃ / trîṇi nábhyāni ká u tác ciketa
tásmin sākáṃ triśatâ ná śaṅkávo / 'rpitâḥ ṣaṣṭír ná calācalâsaḥ
"하강은 어둡다 : 새들은 황금빛을 띠고 하늘까지 올라가서 물속에서 뛰어 내렸다.
다시 그들은 질서의 자리에서 내려와 온 땅이 그들의 비참에 젖었다. "
"12명은 기둥이고, 바퀴는 1개이며, 3 명은 본당이다. 어떤 사람이 그것을 이해했는가?
거기에는 스포크가 360명이 함께 모여서, 느슨하게 풀릴 수 있다.")
다야난다 사라스바티는 이 구절을 다음과 같이 해석했다.
"12개의 스탐마 (기둥), 1 개의 바퀴, 3 개의 기계, 300 개의 피벗 및 60 개의 기구를 포함하는 불과 물을 사용하는 기술로 공중으로 빠르게 뛰어 들었다."

## 인도 서사시

### 라마야나

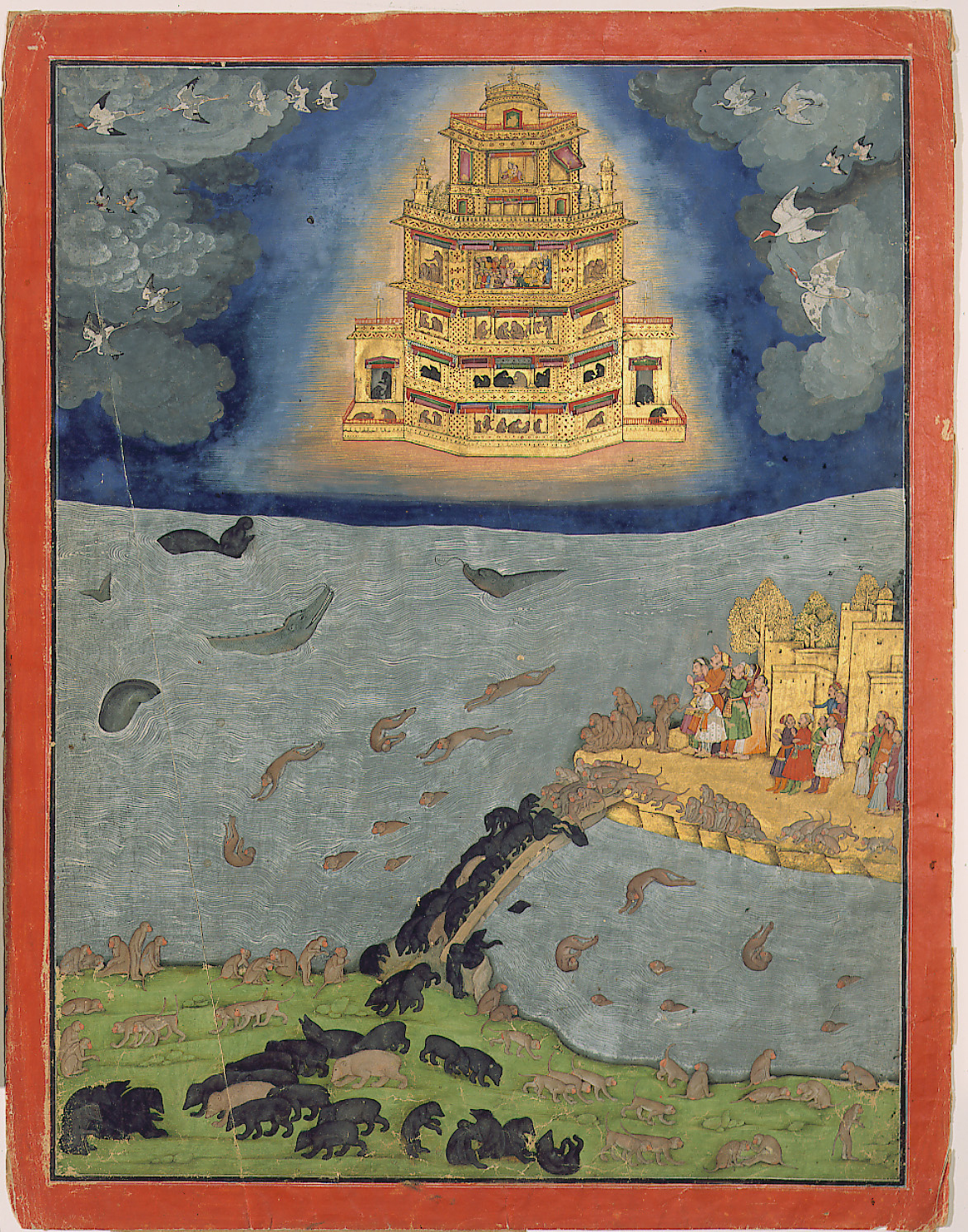
하늘을 날고있는 푸슈파카 비마나

라마야나에서 라바나의 "푸슈파카 비마나"는 다음과 같이 설명된다.
"태양과 흡사하고 내 동생에게 속한 푸슈파카 비마나는 강력한 라바나에 의해 가져왔다. 공중에서 뛰어난 비마나는 어디든지 가고 있다. 하늘에서 밝은 구름을 닮은 전차와 ...라마찬드라의 명령에 따라 전차가 올라와 더 높은 대기권으로 올라갔다."
푸슈파카 비마나는 인도 서사시에서 언급 된 최초의 비행 전차이며,(하늘을 날 수 있는 말들이 끄는 베다 신들의 전차와는 다르다). 푸슈파카는 건축의 신인 비슈마카르마에 의해 만들어졌으며 원래는 창조의 신인 브라흐마를 위해 만들어졌다. 이후 브라흐마는 푸슈파카를 부의 신 쿠베라에게 주었지만, 나중에 그의 형제자매인 라바나에 의해 도난당했다.

## 아소카의 칙령
마우리아 제국의 아소카 대제는 그의 치세 동안 조직된 축제나 행렬의 일부로 비마나 또는 공중 전차를 언급하고 있다.
과거에는 수백년 동안 동물을 죽이고 생물을 해치는 일, 친척에 대한 무례, 스라마나와 브라마나에 대한 무례가 조장되었다. 그러나 이제 데바남피야 피야다신 왕의 도덕 관행의 결과로 북소리는 도덕의 소리가 되어 공중 병거, 코끼리, 불덩어리 및 기타 신성한 인물상을 지닌 사람들 같은 표현을 보여준다.
 — 아소카, 아소카의 주요 칙령 4

## 바이마니카샤스트라

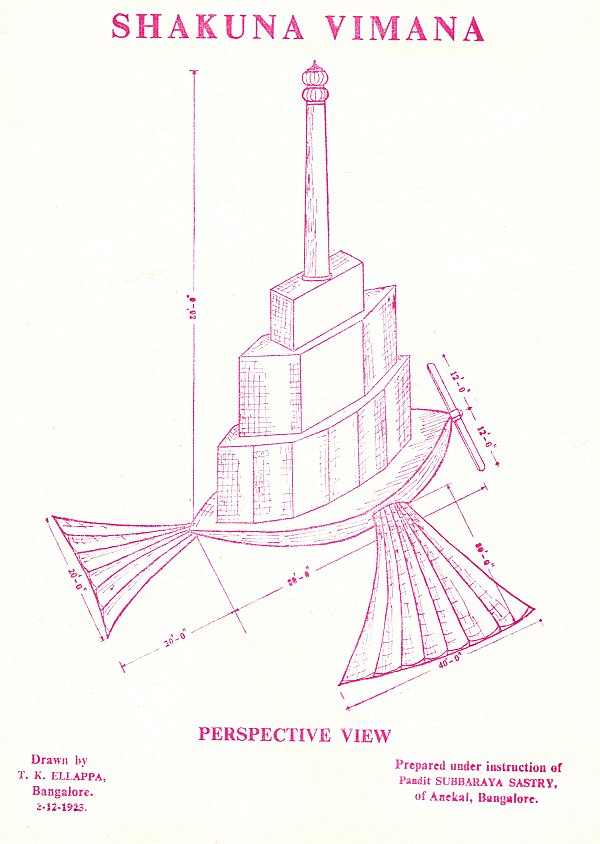
날개와 꼬리가 달린 새처럼 날아 다니는 샤쿠나 비마나의 삽화.

바이마니카샤스트라는 정신적 영매의 관점에서 "비마나"에 대한 내용을 다룬 20세기 초 산스크리트어 저서로, 1918 ~ 1923년에 판디트 샤바바라야 샤스티에 의해 쓰여졌다. 8개의 장과 3000개의 슬로카로 구성된 이 문헌은 1959년과 1973년에 각각 힌디어와 영어 번역본으로 출판되었으며,  샤바바라야 샤스티는 마하리쉬 브라하드자야가 내린 계시의 내용을 바탕으로 저술한 것이라고 주장했다. 1974년 인도 과학원에 위치한 항공 및 기계 공학 연구소에 따르면 문헌의 내용은 "비공기역학적"이며 문헌의 저자는 항공에 대한 이해가 완전히 부족한 것 같다고 분석하였다.

## 같이 보기
- 킴바야 유물
- 라타
- 걸리버 여행기